# Villaframil
Villaframil (llamada oficialmente San Lourenzo de Vilaframil) es una parroquia española del municipio de Ribadeo, en la provincia de Lugo, Galicia.

## Otras denominaciones
La parroquia también es conocida por el nombre de San Lorenzo de Villaframil.

## Organización territorial
La parroquia está formada por dieciséis entidades de población, constando quince de ellas en el nomenclátor del Instituto Nacional de Estadística español:

### Entidades de población
Entidades de población que forman parte de la parroquia:
- A Galera
- Campo (O Campo de San Lourenzo)
- Carreira Blanca (Carreira Branca)
- Coedo
- Coto (O Coto)
- Granxa (A Granxa)
- Magdalena (A Madanela)
- Pinar (O Pinar)
- Regueiral (O Regueiral)
- Reuqueixada (A Requeixada)
- Riocaínzos (Río Caínzos)
- San Julián (San Xillao)
- Siñeira (A Siñeira)
- Tombín (O Tombín)
- Valado (O Valado)

### Despoblado
Despoblado que forma parte de la parroquia:
- Manzana (A Manzana)

## Demografía
| Gráfica de evolución demográfica de Villaframil entre 2000 y 2020 |
|                                                                   |
| Datos según el nomenclátor publicado por el INE.                  |